# Алексей Писанко
Алексей Иванович Писанко (на руски: Алексей Иванович Писанко) е руски офицер, генерал-лейтенант. Участник в Руско-турската война (1877-1878).

## Биография
Алексей Писанко е роден през 1819 г. в Русия в семейството на потомствен дворянин. Ориентира се към военното поприще и завършва военно училище. Произведен е във военно звание подпоручик с назначение в 7-и Ревелски пехотен полк (1840).
Бойното му кръщение е в Кавказката война и е награден със златно оръжие „За храброст“ (1858).
Участва в потушаването на Полското въстание (1863-1864)) и е награден за втори път със златно оръжие „За храброст“ (1864). Повишен е във военно звание полковник с назначение за командир на 7-и Ревелски пехотен полк (1867).
Участва в Руско-турската война (1877-1878). Полкът е в състава на сборния отряд с командир генерал-майор Александър Имеретински и е с основен принос при превземането на Ловеч на 22 август 1877 г. Бие се храбро и е ранен при третата атака на Плевен. Изтеглен е от армията и преминава през продължително лечение в Русия. Повишен е във военно звание генерал-майор от 25 ноември 1877 г. Награден е с орден „Свети Станислав“ I степен с мечове (1878).
След войната е командир на 20-а местна бригада (1885). Излиза в оставка по здравословни причини с повишение във военно звание генерал-лейтенант от 13 юни 1885 г.
Умира на 21 април 1896 г. в Москва.